# Yanmar Diesel Soccer Club 1974
Questa voce raccoglie le informazioni riguardanti lo Yanmar Diesel Soccer Club nelle competizioni ufficiali della stagione 1974

## Stagione
Nella stagione in cui Kunishige Kamamoto toccò il traguardo delle cento reti segnate in campionato, lo Yanmar Diesel dominò la classifica della Japan Soccer League resistendo a un attacco finale del Mitsubishi Heavy Industries che, pur concludendo in vetta, risultò secondo a causa della peggior differenza reti. Al termine della stagione la squadra vinse la sua terza edizione della Coppa dell'Imperatore sconfiggendo in finale l'Eidai Sangyo.

## Maglie e sponsor
Le divise, caratterizzate dalla presenza del logo societario sul petto, vedono l'aggiunta di bordi e colletto bianco.
| Manica sinistra · Manica sinistra · Maglietta · Maglietta · Manica destra · Manica destra · Pantaloncini · Calzettoni |

## Rosa
| N. |                     | Ruolo | Calciatore         |
| -- | ------------------- | ----- | ------------------ |
| 1  | Giappone (bandiera) | P     | Nobuhiro Nishikata |
| 2  | Giappone (bandiera) | C     | Shigeru Kitamura   |
| 3  | Giappone (bandiera) | D     | Masahiro Hamatama  |
| 4  | Giappone (bandiera) | D     | Yuji Matsumura     |
| 5  | Giappone (bandiera) | C     | George Kobayashi   |
| 6  | Giappone (bandiera) |       | Yukihiro Omichi    |
| 7  | Giappone (bandiera) | A     | Hiroji Imamura     |
| 8  | Giappone (bandiera) | C     | Daishirō Yoshimura |
| 9  | Giappone (bandiera) | A     | Kunishige Kamamoto |
| 10 | Giappone (bandiera) | A     | Hiroshi Abe        |
| 11 | Giappone (bandiera) |       | Shinichi Noda      |

| N. |                     | Ruolo | Calciatore           |
| -- | ------------------- | ----- | -------------------- |
| 12 | Giappone (bandiera) | A     | Yoshiharu Horii      |
| 14 | Giappone (bandiera) | C     | Mitsuo Abe           |
| 15 | Brasile (bandiera)  |       | Antonio Jorge Trinca |
| 16 | Giappone (bandiera) | D     | Hiroshi Sakano       |
| 17 | Giappone (bandiera) | D     | Toshiyuki Tagami     |
| 18 | Giappone (bandiera) |       | Shigeyuki Taguchi    |
| 19 | Giappone (bandiera) | D     | Toshio Mizuguchi     |
| 20 | Giappone (bandiera) | A     | Kazuo Kaminishi      |
| 21 | Giappone (bandiera) | P     | Teruhisa Kakiuchi    |
| 22 | Giappone (bandiera) |       | Kazuaki Hakaru       |
| 25 | Giappone (bandiera) |       | Masato Yaseki        |

## Statistiche

### Statistiche di squadra
| Competizione          | Punti | Totale | Totale | Totale | Totale | Totale | Totale | DR  |
| Competizione          | Punti | G      | V      | N      | P      | Gf     | Gs     | DR  |
| --------------------- | ----- | ------ | ------ | ------ | ------ | ------ | ------ | --- |
| Japan Soccer League   | 25    | 18     | 10     | 5      | 3      | 47     | 24     | +23 |
| Coppa dell'Imperatore | -     | 4      | 4      | 0      | 0      | 12     | 3      | +9  |
| Totale                | -     | 22     | 14     | 5      | 3      | 59     | 27     | +32 |